# Calafindești
Calafindești è un comune della Romania di 2 835 abitanti, ubicato nel distretto di Suceava, nella regione storica della Bucovina.
Il comune è formato dall'unione di 3 villaggi: Botoșanița Mare, Calafindești, Călinești.
Nel 2005 si è staccato da Calafindeşti il villaggio di Șerbăuți, andato a formare un comune autonomo